# Powiat Tokaj
Powiat Tokaj (węg. Tokaji járás) – jeden z piętnastu powiatów komitatu Borsod-Abaúj-Zemplén na Węgrzech. Siedzibą władz jest miasto Tokaj.

## Miejscowości powiatu Tokaj
- Bodrogkeresztúr
- Bodrogkisfalud
- Csobaj
- Erdőbénye
- Szegi
- Szegilong
- Taktabáj
- Tarcal
- Tiszaladány
- Tiszatardos
- Tokaj